# 豊橋ハリストス正教会
豊橋ハリストス正教会（とよはしハリストスせいきょうかい）は、日本ハリストス正教会に所属する正教会の教会である。
国の重要文化財に指定されている聖使徒福音記者マトフェイ聖堂（せいしとふくいんきしゃマトフェイせいどう・愛知県豊橋市八町通に所在）を有する。

## 歴史
豊橋ハリストス正教会は日本正教会の教会であり、西日本主教区に所属する。日本正教会の西日本主教区は愛知県までを管轄しており、豊橋ハリストス正教会は西日本主教区に所属する教会の中では最も東に位置している。現在の管轄司祭はイサイヤ酒井以明神父。イサイヤ酒井以明神父の父も正教会の司祭である。1972年から1999年までは、現在の日本正教会の首座主教であるダニイル主代郁夫府主教が（主教に叙聖される前に司祭として）、管轄司祭を務めていた。
1984年には聖堂が愛知県指定有形文化財に指定され、2008年には国の重要文化財に指定された。指定名称は「豊橋ハリストス正教会聖使徒福音者馬太聖堂」。

### 年表
- 1875年（明治8年） - 豊橋への正教会の布教が始まる。
- 1879年（明治12年） - 中八町に木造2階建ての会堂が建てられる。
- 1913年（大正2年）12月 - 初代管轄司祭マトフェイ影田神父叙聖35周年を記念して聖堂が建立される[2]。
- 1915年（大正4年） - 成聖式が行われる。ロシアからイコノスタシスが届く予定だったが第一次世界大戦の影響で届かず、仮の聖障で行われた。
- 1926年（大正15年） - 正式にイコノスタシスが設置される。聖堂の鐘は第二次世界大戦中に供出させられ、1956年に新しい鐘が吊された。
- 1983年（昭和58年） - 豊橋市有形文化財に指定される[2]。
- 1984年（昭和59年） - 愛知県指定有形文化財に指定される[2]。
- 2008年（平成20年）6月9日 - 国の重要文化財に指定される。
- 2021年（令和3年）1月 - 2024年（令和6年）9月 建立以来初の全面的補修工事を実施[3][4][5]。

## 名称
「豊橋ハリストス正教会」は教会の名であり、聖堂の正式名は聖使徒福音記者マトフェイ聖堂である。「ハリストス」とはキリストの、中世以降のギリシャ語・ロシア語読み。「マトフェイ」は中世ギリシャ語の読みがスラヴ語に転写されたものを片仮名転写したもので、キリストの十二使徒の一人マタイを表す。マタイが漢字に転写された馬太の表記を使用した「聖使徒福音者馬太（まとふぇい）聖堂」との漢字表記もある。名前の通り、福音記者マトフェイを記憶する聖堂である。

## 建築
初代管轄神父マトフェイ影田（かげだ）神父の叙聖35周年を記念して、亜使徒大主教聖ニコライ所蔵のハリストス正教会聖堂設計参考図譜をもとに設計され、施工は地元工務店の中神組が行い、1913年12月に完成した。木造下見板張り、現在は銅板瓦棒葺きとなっているが、当初は亀甲葺きであった。
愛知県知多郡南知多町出身の神品 (正教会の聖職)であり、また教会営繕を担当していたモイセイ河村伊蔵（輔祭、のち司祭となる）が、大阪聖堂に続きこの豊橋聖堂を設計した。大阪聖堂は第二次世界大戦で焼失してしまったが、豊橋では信者数が少ないために全体を若干縮小しただけでほとんど同じデザインである。
至聖所と聖所は他の正教会の聖堂と同様にイコノスタシス（聖障）によって区切られており、イコン画家であった山下りんによる壁画『主の昇天』『ハリストス（キリスト）の降誕』がある。この他、日露戦争で捕虜となっていたロシア兵の画家が神使長を描いた『ガウエル』『ミハエル』がある。

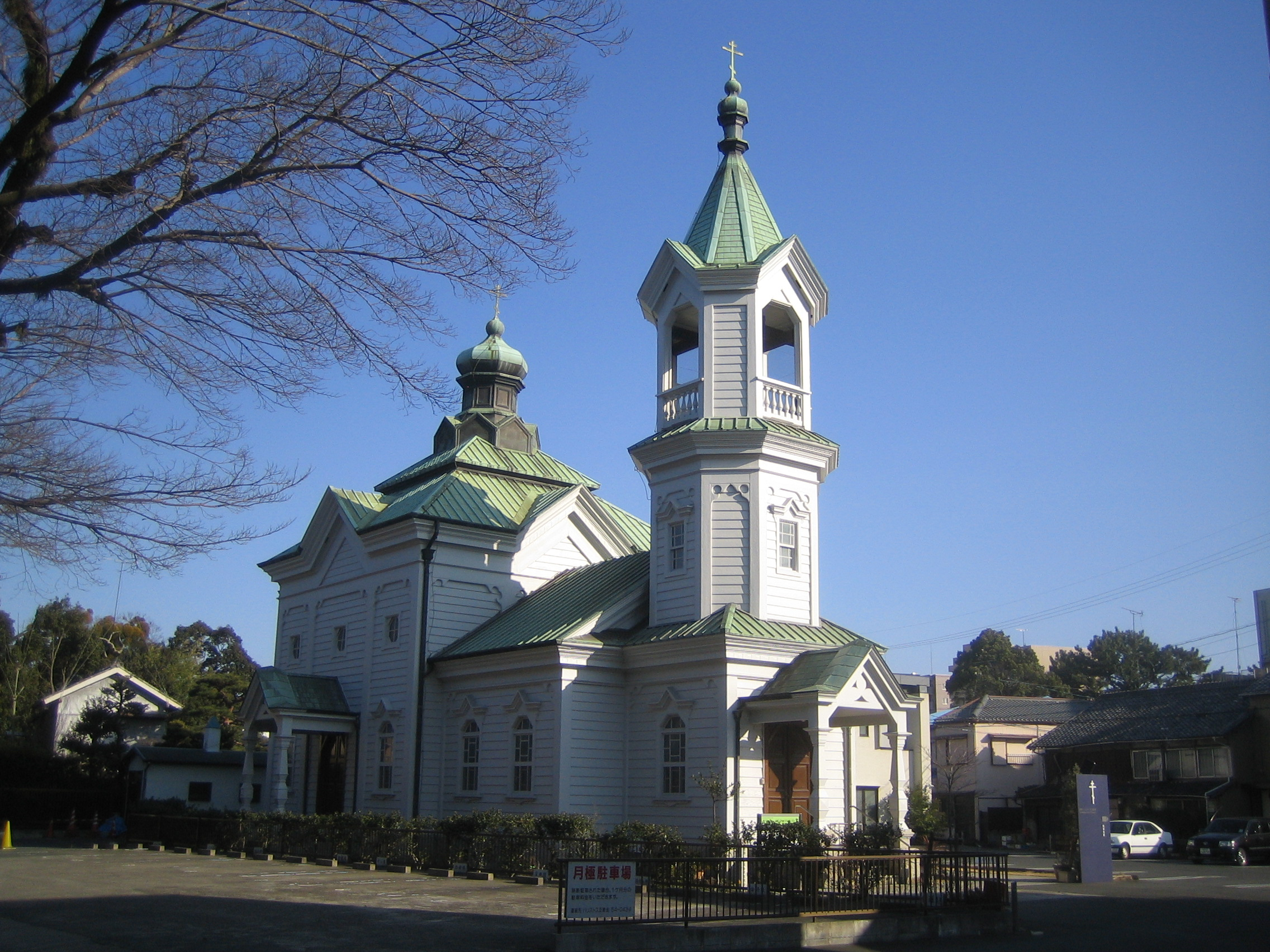
北西から見た豊橋ハリストス正教会聖使徒福音記者マトフェイ聖堂
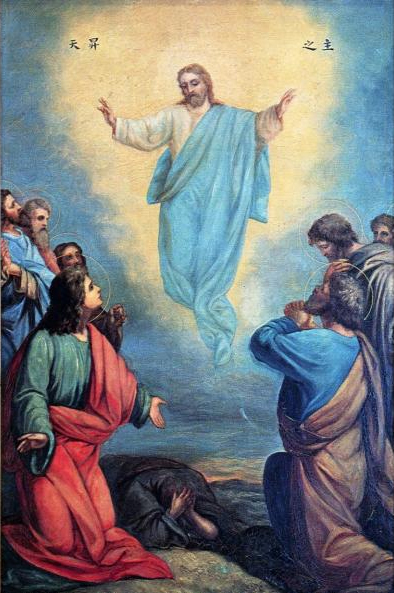
山下りんによる『主の昇天』

## 交通アクセス
- 豊橋鉄道東田本線 市役所前停留場または豊橋公園前停留場下車後徒歩2分。

## 関連書籍
- 内井昭蔵『ロシアビザンチン（建築巡礼） 黄金の環を訪ねて』1991年 丸善 ISBN 9784621035481